# Keleti vallások
A keleti vallások a fő világvallások két ágának egyike, azok amelyek a Hindukustól keletre jöttek létre. Alcsoportjai az indiai vallások és a kelet-ázsiai vallások, továbbá ide tartoznak ázsiai animista bennszülött vallások is.

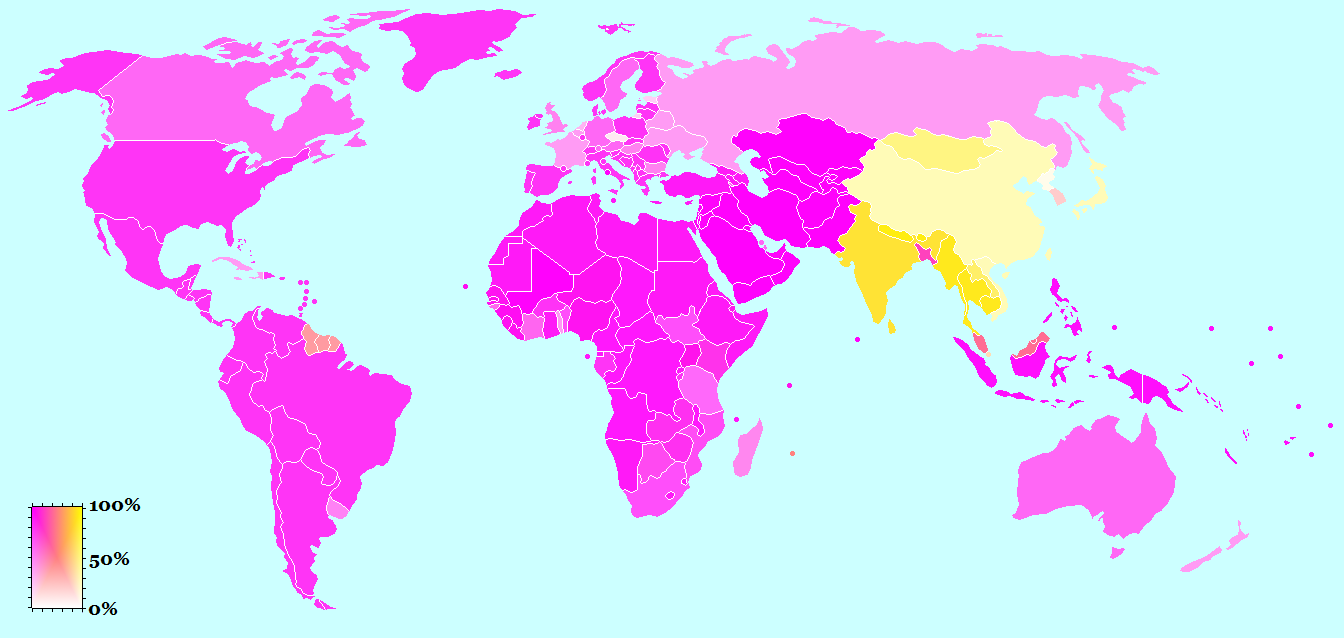
A keleti és nyugati vallások. Országok, amelyekben uralkodóak a keleti vallások, sárga színnel, a nyugati (ábrahámi vallású országok) rózsaszínnel

## Alcsoportok

### Indiai vallások
- Hinduizmus

A hinduizmus azoknak a különféle, sok esetben egymástól igen távolinak tűnő hitrendszereknek és szent írásokban lefektetett gyakorlatoknak gyűjtőneve, melyeknek alapvető világnézetét a szanátana dharma (örök törvény) határozza meg. A világvallások közül az egyetlen, amelynek nincs alapítója, egyetlen meghatározó hitvallása, központi hatósága, állandó panteonja, általánosan elfogadott szentírása. A hinduk többségének szemében nem filozófiai kérdést jelent a vallás, hanem arra való törekvést, hogy az életüket összhangba hozzák azokkal az elvekkel és gyakorlatokkal, amelyek jobb újjászületéshez vagy akár a megszabaduláshoz (móksa) vezetnek.
- Szikhizmus

A szikhizmus a hinduizmusból és az iszlámból is átvett elemeket, például a hinduizmusból a karma tanát és a szanszárát, az iszlámból a szigorú egyistenhitet. Ma több mint 25 millió követője van, többségük Pandzsábban és Észak-India más vidékein él.
- Dzsainizmus

A dzsainizmus minden élőlény egyetemes testvériségét és egyenlőségét hirdeti; emellett a legnagyobb önfegyelem gyakorlására buzdítja követőit. A tisztaság vagy tökéletesség állapota csak az emberi életben érhető el a "három ékkő" révén. 4-5 millió követője van, többnyire Indiában.
- Buddhizmus

A buddhizmus filozófiai, illetve gyakorlatalapú világnézet és vallás, amely bizonyos országokban vallási irányzatok kialakulását eredményezte. A világtörvényen (dharma) és a négy nemes igazságon alapuló, önmegváltást hirdető vallás, amely Krisztus előtt, Indiában keletkezett.

### Kelet-ázsiai vallások
- Kelet-ázsiai buddhizmus

A kelet-ázsiai régióban kifejlődött mahájána buddhista iskolák gyűjtőfogalma, amelyek a kínai buddhista kánonhoz tartoznak: kínai buddhizmus, koreai buddhizmus, japán buddhizmus és vietnámi buddhizmus. Ezeken a területeken él a Föld buddhista lakosságának a fele.
- Konfucianizmus

A konfucianizmus nem a megszokott értelemben vett vallás, nincsenek papjai és szerzetesrendjei, és Kínában Konfucius előtt is régóta létezett. Egy fennmaradt beszédében Konfucius magáról mint "közvetítőről" beszél, nem pedig "megalkotó"ról vagy "alapító"ról. Nem adott a világnak új vallást vagy erkölcsi szabályokat. Amit a világ tőle kapott, az nem más, mint az emberi etika alapjainak erőteljes újragondolása. A régi elveknek egy új, előrehaladottabb változatát fogalmazta meg.
- Sintoizmus

A sintó egy mindent átható, leírhatatlan, egyetemes út. A sintó vagy kami no micsi, azaz a kamik, istenek útja annak a vallásnak a neve, amelyet a japánok ősidők óta gyakorolnak. A kami jelentése lehet istenség, szellemek vagy lélek. A sintó arra utal, amikor valaki önkéntelenül is az istenek útját járja. A sintó nem igazán "izmus", hanem egy tanítás. Nem szó szerint vett elméletek és fogalmak gyűjteménye, hanem a mindent átható Út.  A sintó két ágra osztható: egyik a felekezeti sintó, amely tizenhárom felekezetre tagozódik, a másik pedig a japánok nemzeti hitének sintója, vagyis az állami sintó vallás.
- Taoizmus

A taoizmus megalapítója Lao-ce. A tao kínai szó, jelentése: út, ösvény, irány, "a menny útja". Valójában egy viselkedési elvet vagy irányvonalat takar. Lao-ce azt mondta: a tao egy, kezdettől fogva létezik, és mindig létezni fog. A tao uralkodik mindenek felett. A tao Lao-ce vallásának és filozófiájának az alapelve. A tao elérésének eszközei a belső tisztaság, az alázat, az elégedettség, az együttérzés, a minden teremtmény iránti kedvesség, a magasabb rendű tudás és az önuralom. A megszabadulás a tao megvalósításával érhető el, önmagunk legyőzésével. 

## Fordítás
- Ez a szócikk részben vagy egészben  az   Eastern religions című angol Wikipédia-szócikk fordításán alapul.  Az eredeti cikk szerkesztőit annak laptörténete sorolja fel. Ez a jelzés csupán a megfogalmazás eredetét és a szerzői jogokat jelzi, nem szolgál a cikkben szereplő információk forrásmegjelöléseként.